# Elsinoë mattiroloanum
Elsinoë mattiroloanum är en svampart som beskrevs av G. Arnaud & Bitanc. 1949. Elsinoë mattiroloanum ingår i släktet Elsinoë och familjen Elsinoaceae.   Inga underarter finns listade i Catalogue of Life.